# Barrio Rampla
Escuela de Samba Barrio Rampla es una escuela de samba de la ciudad de Artigas, Uruguay y es concursante anualmente del carnaval de dicha ciudad, el cual se inspira en el de Río de Janeiro. Su música se basa en el samba y el samba de enredo. Ha ganado veinte veces el concurso desde su fundación, en 1989. Tiene su cuadra de ensayos localizada en el barrio Rampla, en la calle Blandengues 25, entre 18 de julio y Zunin Padilla. Su presidente es Oscar Suárez. Sus colores son el verde y rojo y su símbolo institucional es el pandero.

## Historia
Fue fundada en el barrio más poblado de la ciudad, del cual obtuvo su nombre, el barrio Rampla. Entre sus fundadores se encuentran, Lucía Moreira, Fátima Martínez, Luis Bravo y Néstor Suárez, desde entonces presidente de la escuela, entre otras ilustres figuras del barrio. Fue fundada como una "batucada" en sus inicios para convertirse hoy en día en la escuela de samba más laureada del Uruguay. A lo largo de las veinticinco competiciones del Carnaval en que ha participado ha logrado veinte títulos, siendo el primero en 1993 y el último en 2020. Es la octacampeona del carnaval artiguense, conquistando ocho veces consecutivas el título desde el año 2007 hasta el año 2014. En la edición de 2013 se dio algo histórico cuando un empate casi logra quitarle el campeonato a la escuela, después de muchos años de cierta holgura, siendo decidido el mismo a través de un sorteo de ítems, la otra escuela era Imperio del Ayuí. En el año 2014, la escuela se homenajeó sus 25 años de historia, con un desfile emotivo, en el cual cada sector de la escuela representaba un enredo determinado. En los años de 2015 y 2016, la escuela atravesó momentos difíciles en los cuales aquello que se había vuelto costumbre de volver al barrio con una copa, fue interrumpido. En el año 2017, la escuela pasó por muchas renovaciones, entre las más importantes, la contratación de Guaracy Feijó como carnavalesco y de los compositores Junior Fionda y Lequinho da Mangueira. La grabación del samba pasó a realizarse en Río de Janeiro, con la participación especial de Igor Sorriso. Rampla realizó un desfile de gran impacto, contando la historia de los antiguos imperios africanos ingresando a la avenida con un aire renovado, levantando el público de punta a punta con un samba marcante. Luego de un retraso en el fallo de los jurados, que comenzó alrededor de las 18 horas, se consagró campeona del carnaval de Artigas, con una importante diferencia de alrededor de 5 puntos con quien se quedaba con el segundo lugar. El año de 2018 fue realizado un gran carnaval en el cual se siguieron los lineamientos del año anterior, realizando un gran trabajo plástico con alas y alegorías bien terminadas y de muy alto nivel. En el año 2019 se realizó un enredo en homenaje al género musical que le da sentido a nuestra fiesta, el samba, contando la historia desde su origen africano, homenajeando inclusive a grandes nombres de la música popular como el grupo “Fundo de Quintal”, considerado por muchos el mejor grupo de samba y pagode de la historia. En el carnaval de 2020, pisó la avenida con un enredo absolutamente crítico, “É coisa de pele”, en el cual Rampla dio voz a aquellos que no tienen voz, haciendo alusión a las diversas situaciones de discriminación que aún se viven en la sociedad, un samba con frases muy fuertes como “lembra que a alma não tem cor”, marcaron un desfile super emocionante. En tiempos de pandemia, así como muchas entidades, también atravesó un duro golpe económico, pero aun así se hicieron durante meses, ollas solidarias todos los fines de semana en la cuadra de ensayos, repartiendo comida a personas de todos los barrios de la ciudad de Artigas, que pasaban por momentos difíciles. En el mes de febrero de 2021, con la intención de mantener viva la llama del carnaval, la escuela realizó el festejo de su cumpleaños y un desfile virtual, con el objetivo de llevar un poco de alegría a los hogares verdes y rojos, convirtiéndose en la única escuela de samba de Artigas en realizar eventos virtuales. Luego de atravesar momentos difíciles en la pandemia, lo que mantuvo unida y viva a la comunidad de Rampla fue la fe, y ese fue el enredo para el carnaval de 2022, un carnaval totalmente atípico marcado por la incertidumbre con respecto a su realización debido a los casos de Coronavirus. Con la baja de casos en el mes de febrero, se realizó el desfile, que enfrentó problemas climáticos, y el desfile de Rampla que estaba programado para el día domingo 27 de febrero, fue suspendido debido a una fuerte tormenta que se produjo en la ciudad de Artigas, afectando las alegorías de la escuela que ya estaban prontas para el desfile. La Federación de Escuelas de Samba de Artigas, decidió en conjunto con la Intendencia Departamental, que se juzgara solo la primera noche de desfile de cada escuela de samba, y que lo programado para el domingo, se postergara para el día martes 1 de marzo y que la entrada a la Avenida Lecueder, fuera gratis. Así se hizo, y de cuatro escuelas que se presentaron, solamente Rampla presentó un desfile completo, con todos los segmentos de la escuela, y lo hizo de la misma forma que en la primera noche donde si fue juzgada. El samba, considerado por muchos como el mejor del año y uno de los mejores de la historia de Rampla, funcionó en la avenida, levantando y emocionando al público que miraba el desfile. 

## Campeonatos
He aquí el nombre de los enredos : Todos los nombres de enredos están en español; los originales están como es tradición en el sincretismo cultural del carnaval artiguense, en portugués.
| Año  | Samba enredo                                                        | Carnavalesco                   | Compositor                                    | Intérprete                  |
| ---- | ------------------------------------------------------------------- | ------------------------------ | --------------------------------------------- | --------------------------- |
| 1993 | Paz en el mundo                                                     |                                |                                               |                             |
| 1994 | Homenaje a la raza negra                                            |                                |                                               |                             |
| 1998 | Bahía                                                               |                                |                                               |                             |
| 1999 | Açaí, una historia de amor                                          |                                |                                               |                             |
| 2000 | Dioses del zodíaco                                                  |                                |                                               |                             |
| 2001 | Ser Rampla es pasión                                                |                                |                                               |                             |
| 2004 | Danzas y fiestas populares brasileñas                               |                                | Edson Vieira                                  | Indio do Ombú               |
| 2005 | En el séptimo día del Señor, Rampla busca inspiración               |                                | Edson Vieira                                  | Igor Goulart                |
| 2007 | Sobre el brillo de la luna danzan seres hechos de ébano             |                                | Edson Vieira                                  | Igor Goulart                |
| 2008 | Rampla advierte: contaminar mata                                    |                                | Edson Vieira                                  | Igor Goulart                |
| 2009 | Ojeando la historia                                                 | Márcio Puluker                 | Edson Vieira                                  | Igor Goulart                |
| 2010 | ¡Ogunhé, Ogum! Intrépido y legendario, santo y guerrero             | Márcio Puluker                 | Edson Vieira                                  | Igor Goulart                |
| 2011 | Los jardines cuentan sus historias                                  | Márcio Puluker                 | Edson Vieira                                  | Igor Goulart                |
| 2012 | Estilos y carnavalescos de este arte tan popular                    | Márcio Puluker                 | Edson Vieira                                  | Igor Goulart                |
| 2013 | De la leyenda colombiana, el origen de las razas                    | Márcio Puluker                 | Edson Vieira                                  | Igor Goulart                |
| 2014 | Rampla: 25 años de glorias                                          | Márcio Puluker                 | Edson Vieira                                  | Igor Goulart                |
| 2017 | Rampla canta a los antiguos imperios africanos                      | Guraci Feijó                   | Junior Fionda, Lequinho da Mangueira y Fadico | Igor Goulart                |
| 2018 | Carnaval, caldera cultural. De allá para acá, el placer de festejar | Guraci Feijó                   | Junior Fionda y Lequinho da Mangueira         | Igor Goulart                |
| 2019 | Tributo al samba, Rampla es bamba                                   | Guraci Feijó y Bianca Behrends | Junior Fionda y Lequinho da Mangueira         | Igor Goulart e Igor Sorriso |
| 2020 | Es cuestión de piel                                                 | Sandro Rauly y Bianca Behrends | Junior Fionda y Lequinho da Mangueira         | Igor Goulart e Igor Sorriso |

## Imágenes

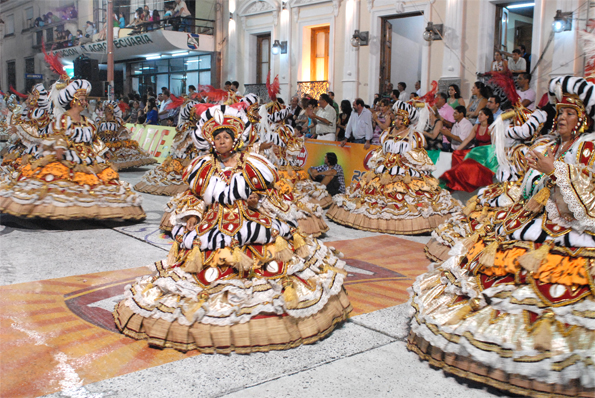
Carnaval de Artigas
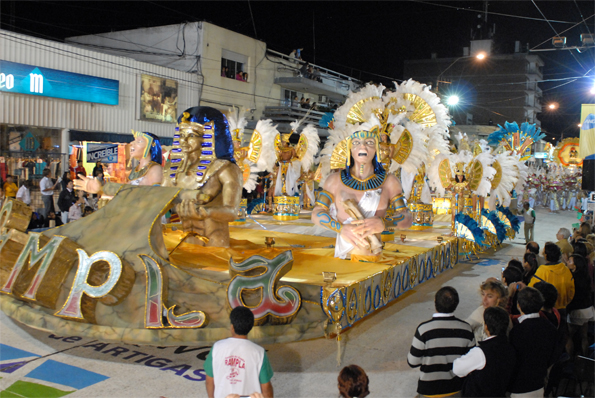
Carnaval de Artigas

- Datos: Q5720811

|}